# Islám v Maďarsku

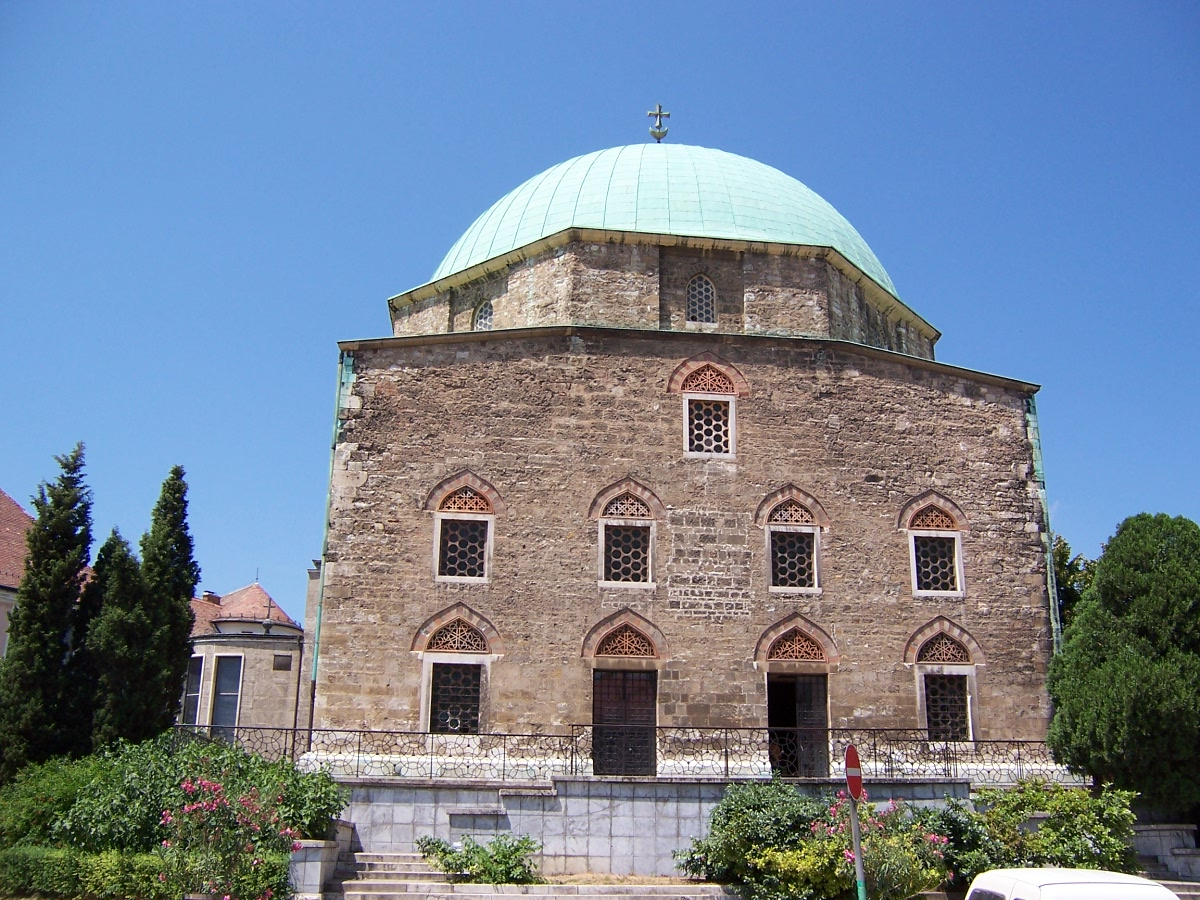
Historická mešita v Pécsi

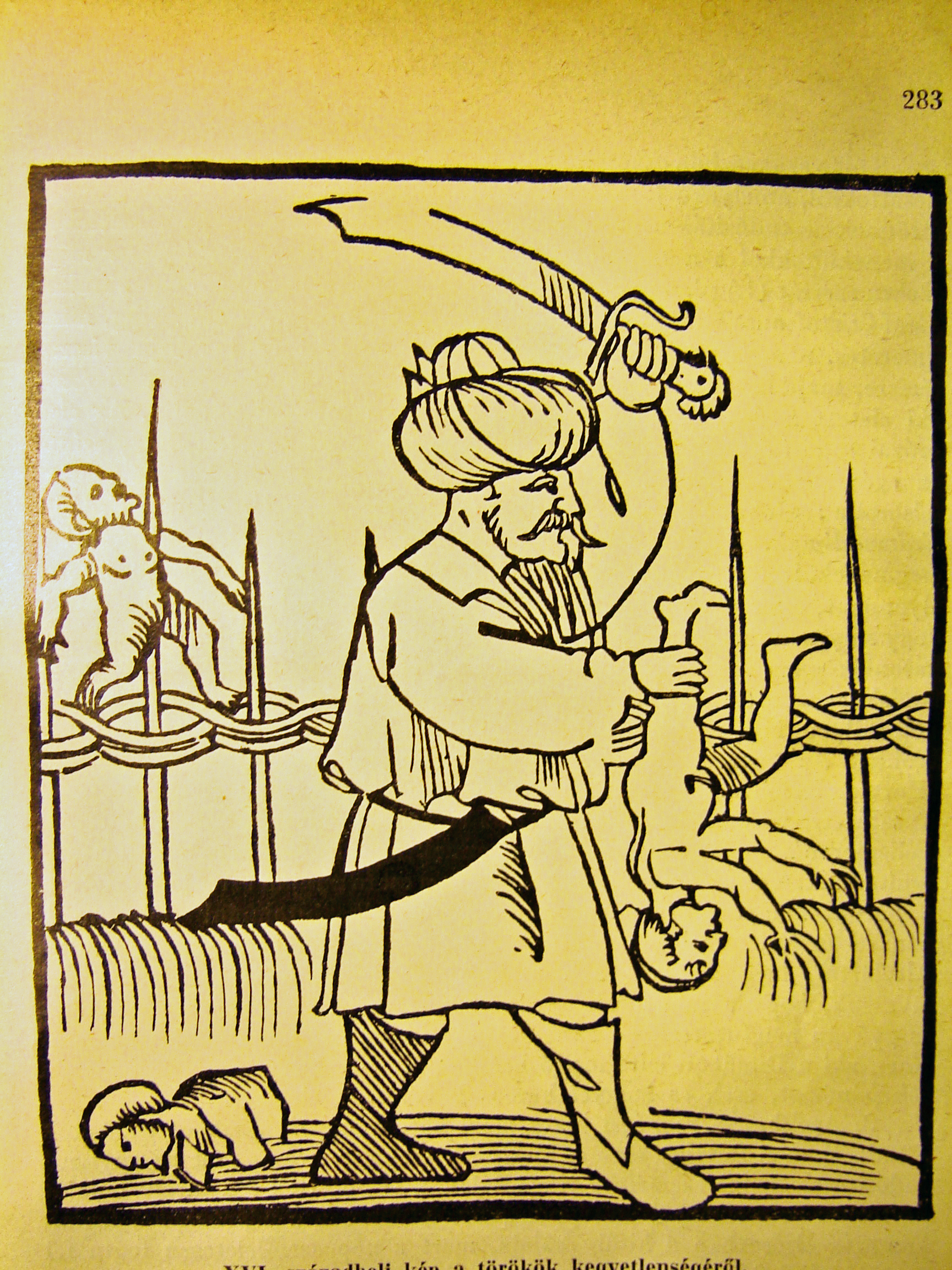
Původní výtisk ze 16. století v Maďarském národním muzeu znázorňující tureckého válečníka, který masakruje batolata.

Islám se v Maďarsku objevil již před časy Osmanské říše, v dnešní době je však zastoupen velmi málo, avšak více, než například v Česku. V současné době se k němu hlásí okolo 60 000 obyvatel země, což tvoří 0,6 % celé populace.

## Historie
První muslimové, kteří přišli do dnešního Maďarska ještě před časy Osmanů, byla etnická skupina Böszörményů. Jednalo se o část Turků a Volžských Bulharů, kteří do země přicestovali v období 11. – 14. století. Tito lidé získali brzy v celé zemi relativně významné role v politických, vojenských, finančních a obchodních oblastech. První islámský autor zmiňující tuto muslimskou komunitu v Uhersku byl Jakút al-Hamáví (al-Rúmí) (1179 – 1229).

### Osmanská okupace
Největší rozvoj islámu nastal v časech Osmanské okupace v 16. a 17. století. Nové náboženství tu sice nezískalo rychle velký vliv, přesto však vzhledem k ustanovování osmanských mechanismů se začalo postupně spolu s jejich kulturou prosazovat. K násilnému šíření islámu však nedošlo[zdroj?], a tak Maďaři zůstali většinou křesťané. Mezi konvertujcími byli většinou vojáci. V období let 1582 a 1593 pocházel dokonce osmanský Velký Vezír Kanijeli Siyavuş Pasha z Nagykanizse.
Po obsazení země habsburskými vojsky došlo k upevnění křesťanství a k ničení mnohých pozůstatků osmanské nadvlády; do dnešních dob se tak z tohoto období dochovalo islámských památek jen málo. Přesto ještě mnoho let poté tu existovala islámská komunita a roku 1996 bylo zřízeno v Budapešti islámské centrum.